# Tarbosaurus
A Tarbosaurus (jelentése: ijesztő/rémisztő gyík)[forrás?] a tyrannosaurida Theropoda dinoszauruszok egyik neme, amely Ázsiában élt a késő kréta kor végén, mintegy 70–66 millió évvel ezelőtt. Fosszilis maradványait Mongólia, illetve töredékesebb formában Kína területén találták meg. Habár számos faját nevezték el, a modern őslénykutatók csak egyet, a T. bataart tekintik érvényesnek. Egyes szakértők azt állítják, hogy ez a faj valójában az észak-amerikai Tyrannosaurus nem ázsiai képviselője; ha ez igaz, akkor a Tarbosaurus nem érvénytelenné válik.
A Tarbosaurust és a Tyrannosaurust közeli rokonoknak vagy esetleg szinonimáknak tekintik. Egyes kutatók a szintén Mongóliából származó Alioramust a Tarbosaurus legközelebbi rokonának tartják. A legtöbb ismert tyrannosauridához hasonlóan a Tarbosaurus is két lábon járó, több mint egy tonnás húsevő volt, amely több tucatnyi nagy, éles foggal rendelkezett. Az állkapcsához egyedi zárómechanizmus tartozott, aránytalanul kicsi, kétujjú mellső lábai pedig a testméretükhöz viszonyítva a legkisebbek voltak az összes tyrannosaurida között.
A Tarbosaurus nedves, folyókkal átszőtt síkságon élt. A környezetében a tápláléklánc tetején álló csúcsragadozónak számított, és valószínűleg olyan nagyméretű dinoszauruszokra vadászott, mint a hadrosauridák közé tartozó Saurolophus vagy a sauropodák közé tartozó Nemegtosaurus. A fosszilis rekordban gyakran feltűnő Tarbosaurus több tucatnyi lelet alapján ismert, melyek között számos teljes koponya és csontváz is található. Ezek a maradványok lehetővé teszik a törzsfejlődésére, illetve a koponya- és agyszerkezetére vonatkozó vizsgálatok elvégzését.

## Anatómia

A Tarbosaurus baatar és az ember méretének összehasonlítása

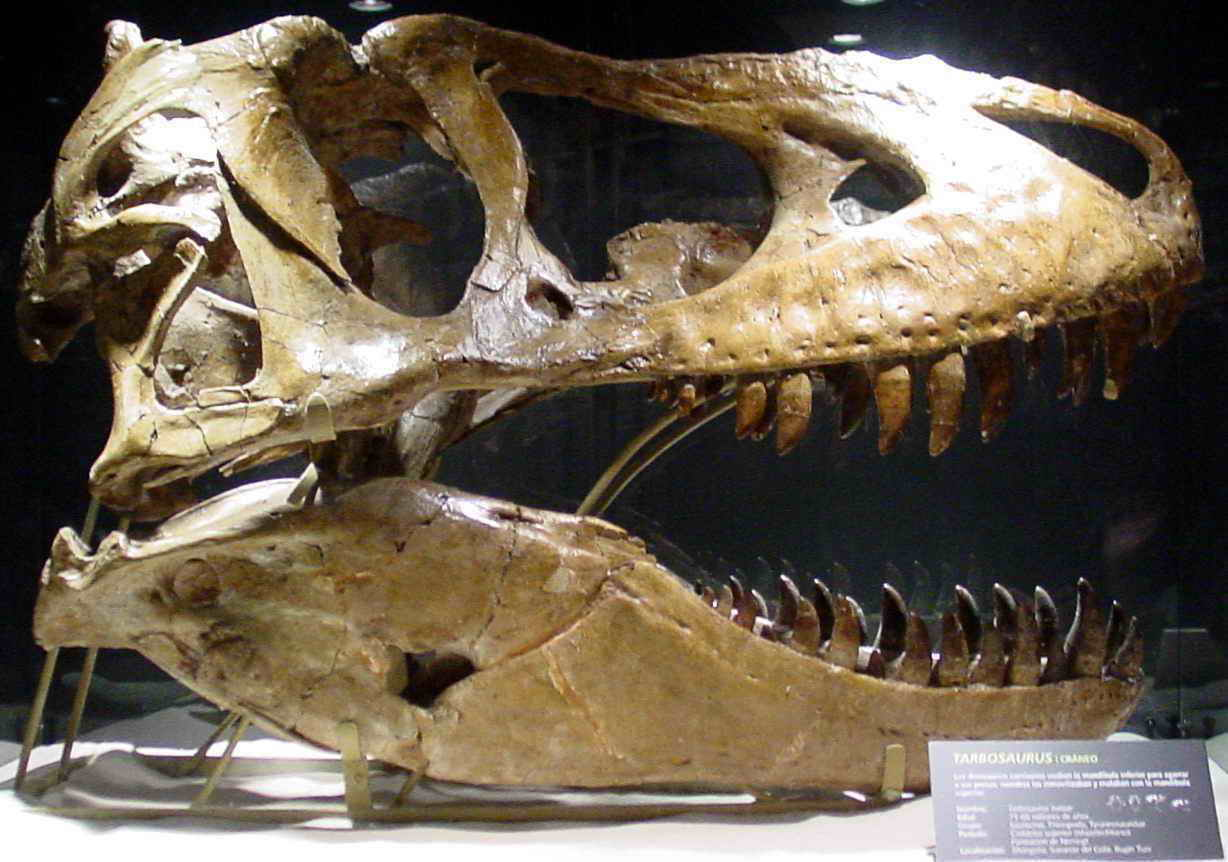
A Tarbosaurus koponyája

Habár nem érte el a Tyrannosaurus méretét, a Tarbosaurus az egyik legnagyobb tyrannosaurida volt. A legnagyobb ismert példányok hossza 10 és 12 méter között változott. A teljesen kifejlett egyedek tömegbecsléseit eddig nem hozták nyilvánosságra, de az értékek feltehetően hasonlóak a Tyrannosaurusokéhoz, illetve valamivel elmaradnak azoktól.
A legnagyobb ismert Tarbosaurus koponyája több, mint 1,3 méter hosszú, a Tyrannosaurust kivéve bármelyik tyrannosauridáénál nagyobb. A koponya a Tyrannosauruséhoz hasonlóan magas, de nem annyira széles, különösen a hátsó részén. A koponya keskeny hátsó része azt jelzi, hogy a Tarbosaurus szemei nem teljesen előre néztek, így nem rendelkezett a Tyrannosaurusra jellemző binokuláris látással. A tömegét nagy nyílások (fenestrae-k) csökkentették. Az állcsontok közt 60–64 fog helyezkedett el, valamivel több, mint a Tyrannosaurusnál, de kevesebb, mint a kisebb tyrannosauridák, például a Gorgosaurus és az Alioramus esetében. A fogak többsége ovális keresztmetszetű, viszont a felső állcsont (maxilla) elején, a premaxillában levők keresztmetszete D alakú. A heterodontia (a fogak különbözősége) a család jellemzője. A leghosszabb fogak a felső állcsontban találhatók, és a fogkoronákkal együtt 85 milliméter hosszúak. Az állkapocs sarokcsontjának külső felületén egy kiemelkedés helyezkedik el, ami a fogcsonthoz illeszkedik, egy olyan zárómechanizmust alkotva, amely egyedi a Tarbosaurusnál és az Alioramusnál. A többi tyrannosauridánál hiányzik ez a kiemelkedés, és az állkapocs jóval rugalmasabb.
A tyrannosauridák teste csak kis mértékben különbözött, és a Tarbosaurus sem volt kivétel ez alól. A fejét egy S alakú nyak tartotta, a gerince többi része, beleértve a hosszú farkat is, vízszintesen helyezkedett el. A Tarbosaurusnak apró, kétujjú mellső lábai voltak, melyek a test méretéhez viszonyítva kisebbek azoknál, amelyekkel a család többi tagja rendelkezett. Hasonlóan a tyrannosaurushoz nem voltak képesek ezekkel a rövid mellső végtagokkal elérni az orrszerkezetüket. Ezzel ellentétben a háromujjú hátsó lábak hosszúak és vastagok voltak, a test rájuk nehezedett. A fejet és a felsőtestet a hosszú, súlyos farok tartotta egyensúlyban, a csípő feletti tömegközépponthoz viszonyítva.

## Osztályozás és rendszertan
A Tarbosaurus a Tyrannosauridae theropoda család Tyrannosaurinae alcsaládjába tartozik, az észak-amerikai Tyrannosaurusszal és a korábbról származó Daspletosaurusszal, valamint egy feltételezetten ide tartozó nemmel, a mongóliai Alioramusszal együtt. Az alcsalád tagjai közelebbi rokonságban állnak a Tyrannosaurusszal, mint az Albertosaurusszal, és az Albertosaurinae alcsaládhoz viszonyítva nehéz testfelépítésükről, aránylag nagyobb koponyájukról és hosszabb combcsontjukról ismertek.
A Tarbosaurus bataart eredetileg a Tyrannosaurus egyik fajaként írták le, e besorolást pedig egyes újabb keletű tanulmányok is támogatják. Más vizsgálatok szerint a két nem testvércsoportot alkotva elkülönül egymástól. Egy koponyán végzett 2003-as kladisztikai elemzés az Alioramust a Tarbosaurus legközelebbi rokonaként azonosította, mivel a két nem koponyájának nyomáselosztáshoz kapcsolódó jellemzői hasonlóak, és nem találhatók meg a többi tyrannosaurinánál. Ha ez bizonyításra kerül, az megakadályozza, hogy a Tarbosaurus a Tyrannosaurus szinonimájává váljon, továbbá arra utal, hogy egy külön tyrannosaurina fejlődési vonal létezett Ázsiában és Észak-Amerikában. Az egyetlen ismert Alioramus példány egy fiatal állat jellegzetességeit mutatja, és nem hasonlít egy fiatal Tarbosaurusra, ugyanis túl sok (76–78) foggal rendelkezik, a pofarészén pedig felül egy sor csontos kiemelkedés található.

## Felfedezés és elnevezés
1946-ban egy szovjet-mongol expedíció a Góbi-sivatagban levő Nemegt-formációban, az Dél-Góbi tartomány területén, egy nagyméretű theropoda koponyáját és néhány csigolyáját fedezte fel. 1955-ben egy orosz őslénykutató, Jevgenyij Malejev, a (PIN 551-1 jelzésű) példányt az általa Tyrannosaurus bataarnak elnevezett új faj holotípusává tette. A faj neve a mongol баатар/baatar ('hős') szó elírásából ered. Ugyanebben az évben az expedíció által 1948-ban és 1949-ben talált három új theropoda koponya, valamint a hozzájuk tartozó csontmaradványok alapján Malejev újabb három fajt nevezett el, melyekhez leírást is készített. Közülük az első (a PIN 551-2-es) a Tarbosaurus efremovi nevet kapta, amely az ógörög ταρβος / tarbosz ('terror', 'riasztás', 'félelem' vagy 'nagyrabecsülés') és σαυρος / szaürosz ('gyík') szavak összetételéből, valamint Ivan Jefremov őslénykutató és sci-fi-szerző nevéből származik. A másik kettőt (a PIN 553-1 és PIN 552-2 jelzésűt) az észak-amerikai Gorgosaurus nem új fajaiként (G. lancinator és G. novojilovi néven) sorolták be. E három újabb példány kisebb a legelsőnél.

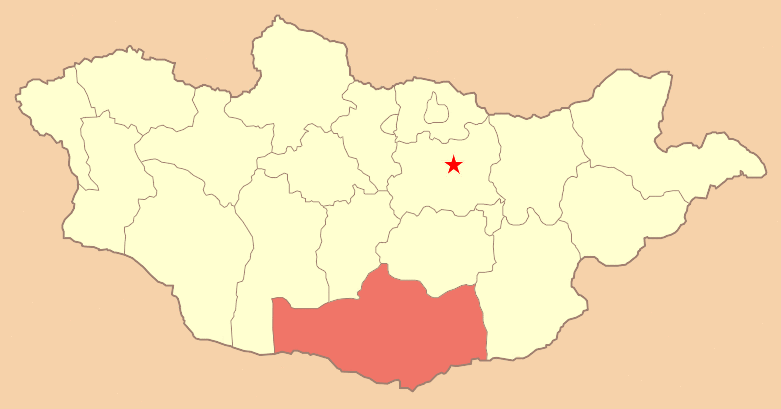
A mongóliai Dél-Góbi tartomány, ahol a legtöbb Tarbosaurus maradványt megtalálták

Anatolij Konsztantyinovics Rozsdesztvenszkij egy 1965-ös cikkében Malejev valamennyi példányában egy faj különböző fejlődési állapotú egyedeit ismerte fel, melyről úgy vélte, hogy eltér az észak-amerikai Tyrannosaurustól. Ő alkotta meg a Tarbosaurus bataar nevet az 1955-ben leírt valamennyi példány és a továbbiak számára. A későbbi szerzők, köztük maga Malejev is, egyetértett Rozsdesztvenszkij elemzésével, azonban egyesek inkább a Tarbosaurus efremovi nevet használták a T. bataar helyett. 1992-ben az amerikai őslénykutató, Kenneth Carpenter újra megvizsgálta a leleteket. Arra következtetett, hogy Malejev eredeti publikációjának megfelelően a Tyrannosaurus nemhez tartoznak, és a Malejev által Gorgosaurus novojilovinak nevezett fajon kívül valamennyit a Tyrannosaurus bataar fajba sorolta be. Carpenter úgy gondolta, hogy ez a példány egy kisebb tyrannosaurida nemet képvisel, melyet Maleevosaurus novojilovinak nevezett el. 1995-ben George Olshevsky (Dzsingisz kánra utalva) megalkotta a Jenghizkhan nevet a Tyrannosaurus bataar számára, miközben rájött, hogy a Tarbosaurus efremovi és a Maleevosaurus novojilovi is a Nemegt-formációban egyidőben élt három különböző nem közé tartoztak. Ennek következményeként egy 1999-es tanulmányban a Maleevosaurust fiatal Tarbosaurussá sorolták át. Az 1999-ig publikált összes kutatás csak egyetlen fajt azonosított, melyet Tarbosaurus bataarnak vagy Tyrannosaurus bataarnak neveztek el.
Az 1940-es évek orosz-mongol expedíciói után 1963 és 1971 között lengyel-mongol expedíciók indultak a Góbi-sivatagba, melyek sok új fosszíliát fedeztek fel, köztük a Nemegt-formációban új Tarbosaurus példányokat is. A felfedezőutak során 1993 és 1998 között japán és mongol tudósok, majd a 2000-es években a kanadai őslénykutató, Phil Currie által vezetett magánexpedíciók érkeztek a térségbe, melyek további Tarbosaurus példányokat fedeztek fel. Több mint 30 egyed maradványa, köztük több mint 15 koponya és számos teljes koponya alatti (posztkraniális) csontváz került elő.

### Lehetséges szinonimák

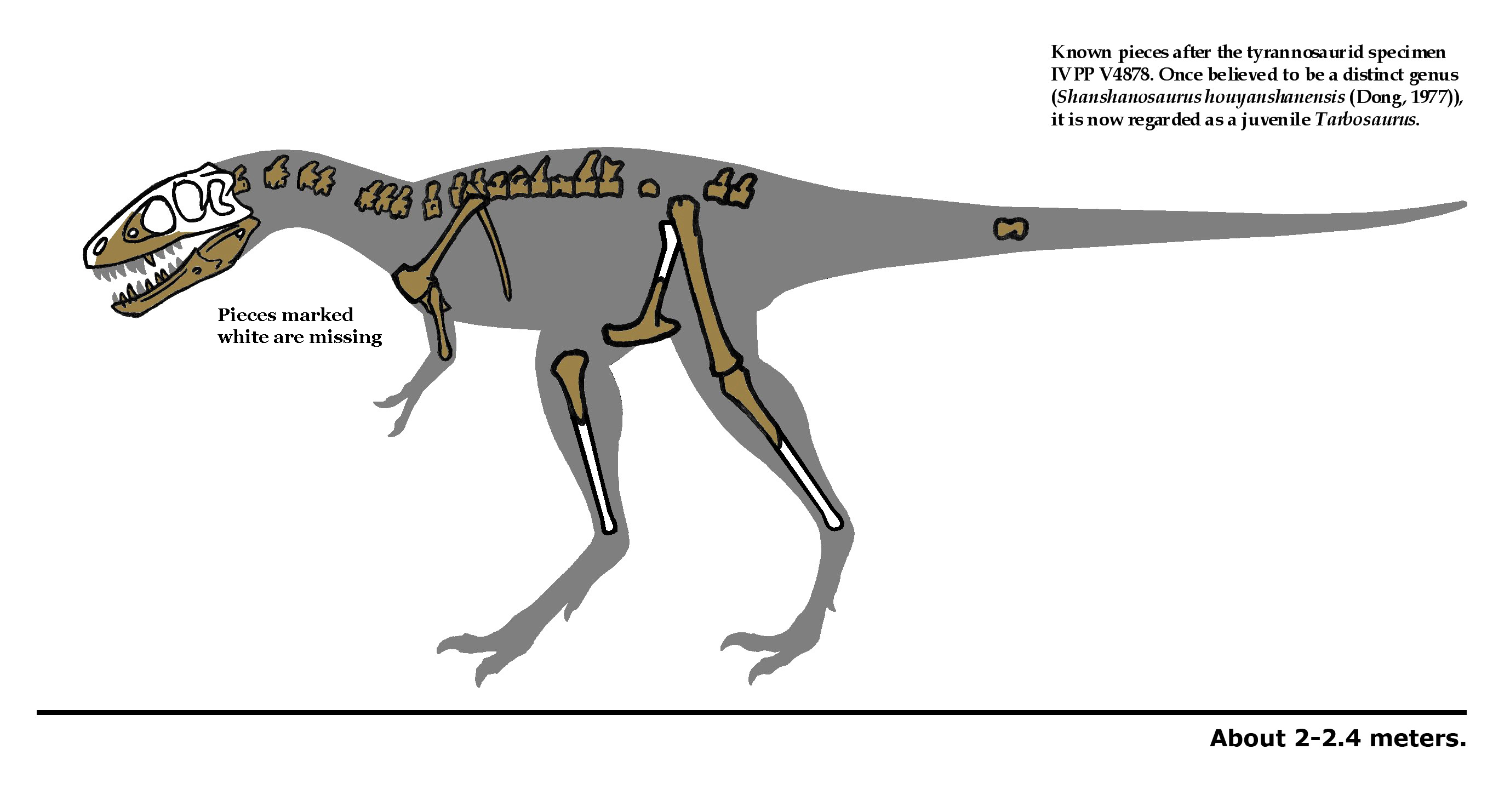
Az IVPP V4878 azonosítójú, korábban Shanshanosaurus huoyanshanensis néven leírt példány

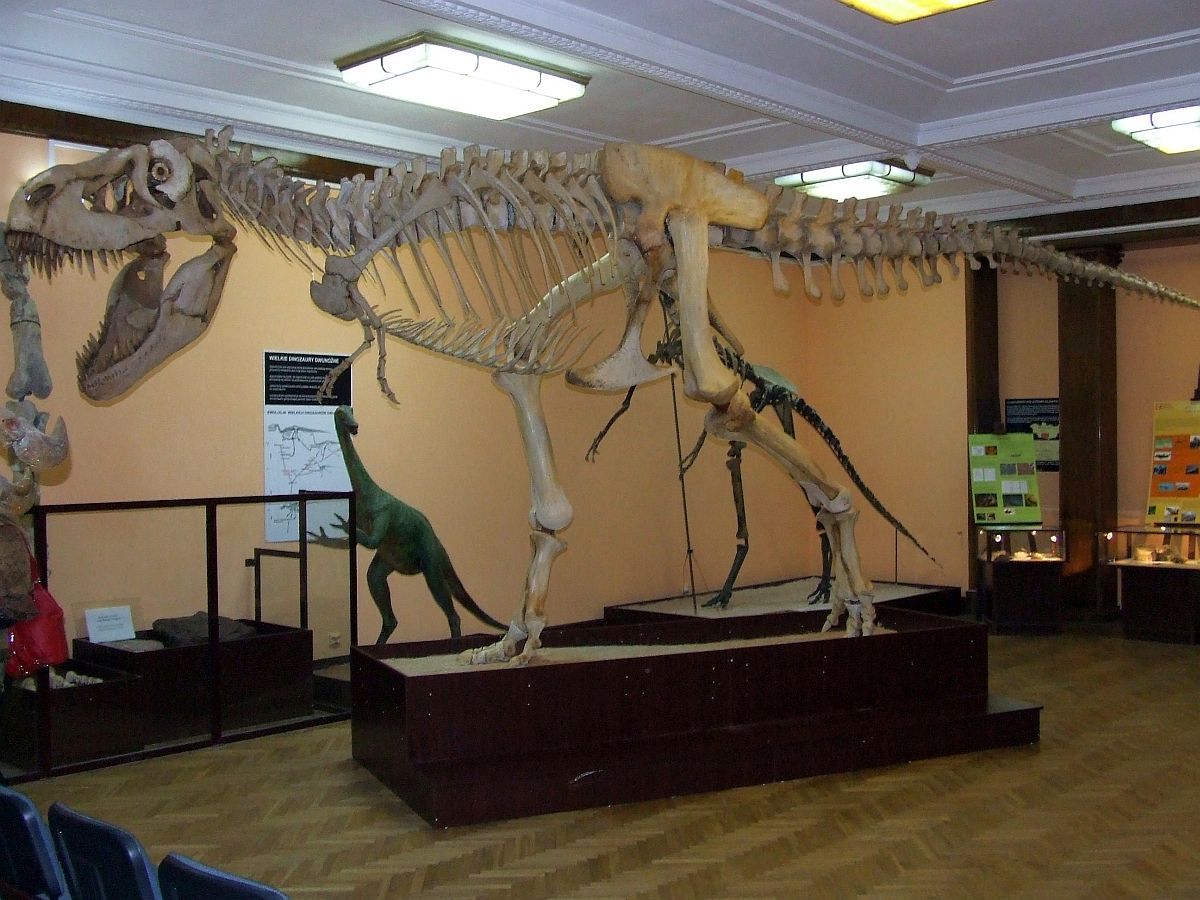
Tarbosaurus bataar

Az 1960-as évek közepén kínai őslénykutatók a Xinjiang (Hszincsiang) Autonóm Körzetben egy részleges koponyát és csontvázat találtak (amely az IVPP V4878 azonosítót kapta). 1977-ben Dong Zhiming (Tung Cse-ming) leírást készített a Subashi-formációból származó leletről, új nemet és fajt hozva létre, Shanshanosaurus huoyanshanensis néven. 1988-ban Gregory Paul a Shanshanosaurust tyrannosauridaként azonosította, és az azóta megszűnt Aublysodon nemhez kapcsolta. Dong és Currie később újra megvizsgálták a példányt, és úgy vélték, hogy egy nagyobb tyrannosaurida faj fiatal egyede lehet. A szerzőpáros tagjai tartózkodtak attól, hogy valamelyik nagyobb nemhez társítsák a leletet, de lehetségesnek tartották hogy egy Tarbosaurus. Az évek során további kínai lelőhelyeken tyrannosaurida fogakat és töredékes maradványokat fedeztek fel, melyek közül több nevet is kapott. Az Albertosaurus periculosist, a Tyrannosaurus luanchuanensist, a Tyrannosaurus turpanensist és a Chingkankousaurus fragilist gyakran a Tarbosaurus szinonimájának tekintik.
Az 1976-ban Szergej Kurzanov által elnevezett Alioramus egy másik tyrannosaurida nem, amire Mongóliában, egy korábbi időszakból származó rétegben találtak rá. Több elemzés szerint elég közeli rokonságban áll a Tarbosaurusszal. Felnőttként írták le, de alacsony, hosszú koponyája kifejletlen tyrannosauridára utal. Ez alapján Currie úgy vélte, hogy az Alioramus egy fiatal Tarbosaurus lehet, de megjegyezte, hogy a nagyobb fogszám és a pofarészen egy sorban elhelyezkedő kiemelkedések másra utalnak.

## Ősbiológia

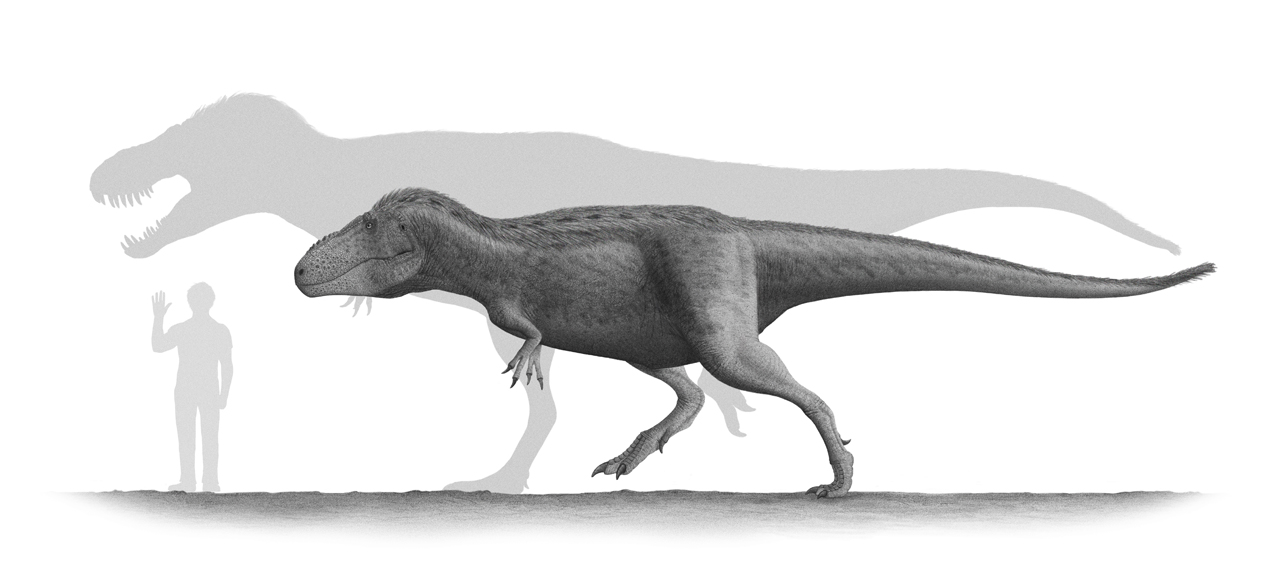
Egy felnőtt és egy növendék Tarbosaurus, valamint egy ember méretének összehasonlítása

Más nagy theropodákhoz hasonlóan a Tarbosaurus aránylag nagy számú és jó állapotban megőrződött fosszilis anyagok alapján ismert. Tulajdonképpen a Nemegt-formációból származó leletek negyede a Tarbosaurushoz tartozik. Habár a Tarbosaurust nem tanulmányozták olyan alaposan, mint az észak-amerikai tyrannosauridákat, az elérhető anyagok lehetővé teszik a tudósok számára, hogy következtetéseket vonjanak le a biológiájával kapcsolatban.

### Koponyaszerkezet
A Tarbosaurus koponyájáról 2003-ban készült elsőként teljes leírás. A tudósok megjegyezték, hogy lényeges különbségeket találtak a Tarbosaurus és az észak-amerikai tyrannosauridák között. Több különbséget egy, a koponyacsontokat ért harapás okozta nyomásnak tulajdonítottak. Mikor a felső állcsont ráharapott egy tárgyra, az erő átadódott a felső állcsont első fogait tartalmazó csonton, a maxillán keresztül az azt körülvevő koponyacsontokba. Az észak-amerikai tyrannosauridáknál ez az erő a maxillán keresztül átjutott a pofa felső részén levő összeforrt orrcsontokba, melyek hátulról csontos merevítőkön keresztül erősen kötődtek a könnycsontokhoz. E merevítők összezárták a két csontot, ami arra utal, hogy az erő az orrcsontokból a könnycsontokba továbbítódott.

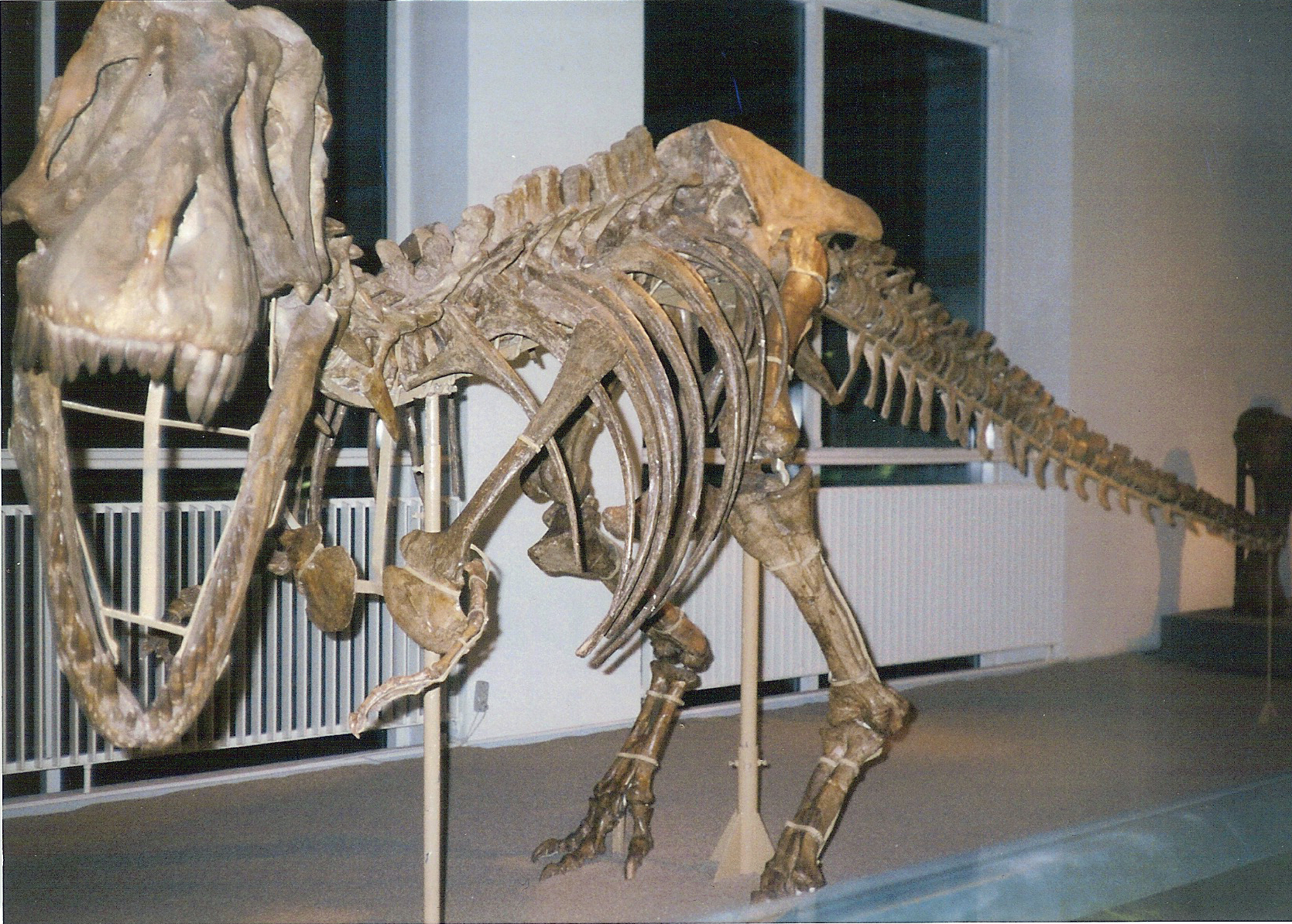
Egy Tarbosaurus felállított csontváza a koppenhágai Eksperimentariumban

A Tarbosaurus nem rendelkezett csontos merevítőkkel, így a kapcsolat az orr és a könnycsont között gyenge volt. A merevítők helyett a Tarbosaurusnál a maxillán levő hátrafelé álló nyúlvány megerősödött, és beleilleszkedett egy, a könnycsonton levő tokba. Ez a kinövés az észak-amerikai tyrannosauridáknál egy vékony, csontos lemez volt. A nagy, hátrafelé álló nyúlvány azt jelzi, hogy a Tarbosaurusnál az erő közvetlenül jutott át a maxillából a könnycsontba. A könnycsont a Tarbosaurus esetében erősebben kötődött a frontális- és prefrontális csontokhoz. A maxilla, a könnycsont, valamint a frontális és prefrontális csontok közötti jól fejlett kapcsolódások sokkal merevebbé tették az egész felső állcsontot.
A másik fő különbség a Tarbosaurus és észak-amerikai rokonai között, a merevebb állkapocs. Míg számos theropodánál, köztük az észak-amerikai tyrannosauridáknál is volt egy bizonyos mértékű rugalmasság az állkapocs hátsó csontjai és az elülső fogcsonti rész között, addig a Tarbosaurus egy záró mechanizmussal rendelkezett, ami a sarokcsont felületén levő redőből alakult ki, és egy szögletes nyúlványhoz csatlakozott a fogcsont hátsó részén.
Egyes tudósok azt feltételezték, hogy a Tarbosaurus merevebb koponyája a titanosaurus sauropodák vadászatához való alkalmazkodás volt, e hatalmas állatok maradványai ugyanis megtalálhatók a Nemegt-formációban, míg Észak-Amerikában nem fordultak elő a késő kréta kor során. A koponyaszerkezet különbségei hatással voltak a tyrannosauridák törzsfejlődésére is.
A Tarbosauruséhoz hasonló koponyacsontok közötti illesztések a mongóliai Alioramus koponyáján is észrevehetők, ami arra utal, hogy ez a nem a Tarbosaurus legközelebbi rokona és nem a Tyrannosaurus. A Tarbosaurus és a Tyrannosaurus közti hasonlóságok talán a nagy mérethez kapcsolódnak, és függetlenül, a konvergens evolúció révén fejlődtek ki.

### Agyszerkezet

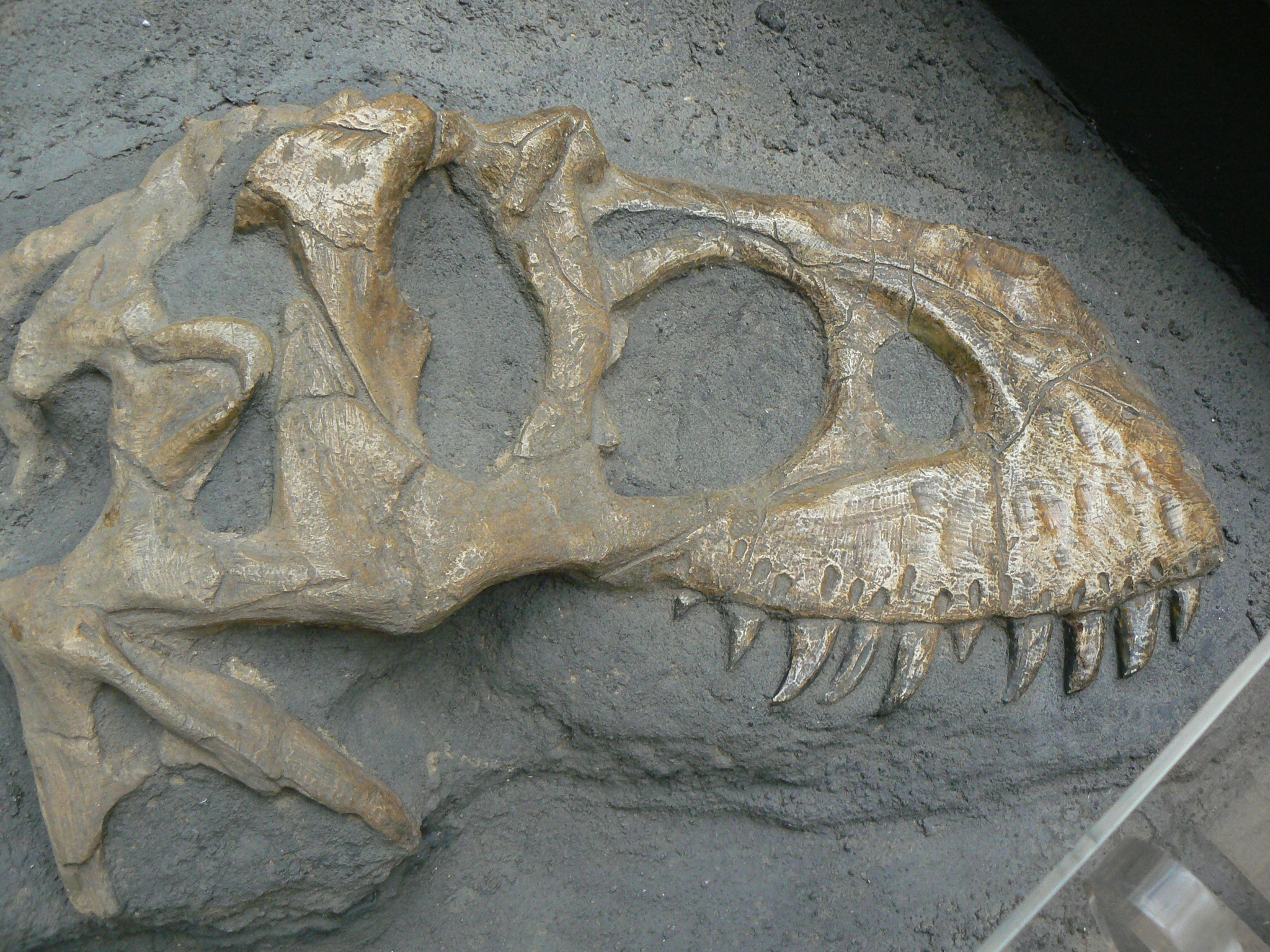
Egy Tarbosaurus bataar koponyája

1948-ban szovjet és mongol tudósok egy Tarbosaurus koponyájára bukkantak (a PIN 553-1 jelzésű, eredetileg Gorgosaurus lancinator néven azonosított leletre), mely egy agyat tároló koponyaüreget tartalmazott. Egy gipszöntvény (egy úgynevezett kőbél) készítésével Malejev előzetes vizsgálatot tudott végezni a Tarbosaurus agyával kapcsolatban. Egy újabb poliuretán gumiöntvény lehetővé tette a Tarbosaurus agyszerkezetének és agyműködésének részletesebb tanulmányozását.
A Tyrannosaurus rex agyszerkezetét is elemezték, ami a Tarbosauruséhoz hasonló volt, mindössze az agyi idegek, köztük a háromosztatú és az accessorius ideg gyökerének helye tért el egymástól. A tyrannosauridák agya jobban hasonlít a krokodilokéhoz és más hüllőkéhez, mint a madarakéhoz. Egy 12 méteres Tarbosaurus teljes agytérfogata csak 184 cm³. A szaglómirigyek, valamint a terminális- és szaglóidegek nagy mérete alapján a Tarbosaurus éles szaglással rendelkezett, ahogy a Tyrannosaurus is. A vomeronazális mirigy nagy volt, és eltért a szaglómirigytől, ami egy feromonok érzékelésére használható jól fejlett vomeronazális szervre utal. Ez azt jelezheti, hogy a Tarbosaurus párzási szokásai összetettek voltak. A szintén nagyméretű hallóideg azt jelzi, hogy az állatnak jó hallása volt, amit talán kommunikációra és térérzékelésre is használhatott. Az ideghez egy jól fejlett fültornác-rendszer tartozhatott, ami jó egyensúlyérzékre és koordinációs képességre utal. Ezzel ellentétben a látószervéhez tartozó idegek és agyi struktúrák kisebbek és fejletlenebbek voltak. A középagyi tectum, ami a hüllők látásáért felelős, nagyon kicsi volt a Tarbosaurusnál, ahogy a látóideg és a szemmozgató ideg is. A binokuláris látást is biztosító, előrefelé néző szemekkel rendelkező Tyrannosaurustól eltérően a Tarbosaurus szemei a többi tyrannosauridáéhoz hasonló keskeny koponya révén inkább oldalirányba álltak. Ezek alapján a Tarbosaurus inkább a szagló- és hallóérzékére hagyatkozott, mint a látására.

## Ősökológia

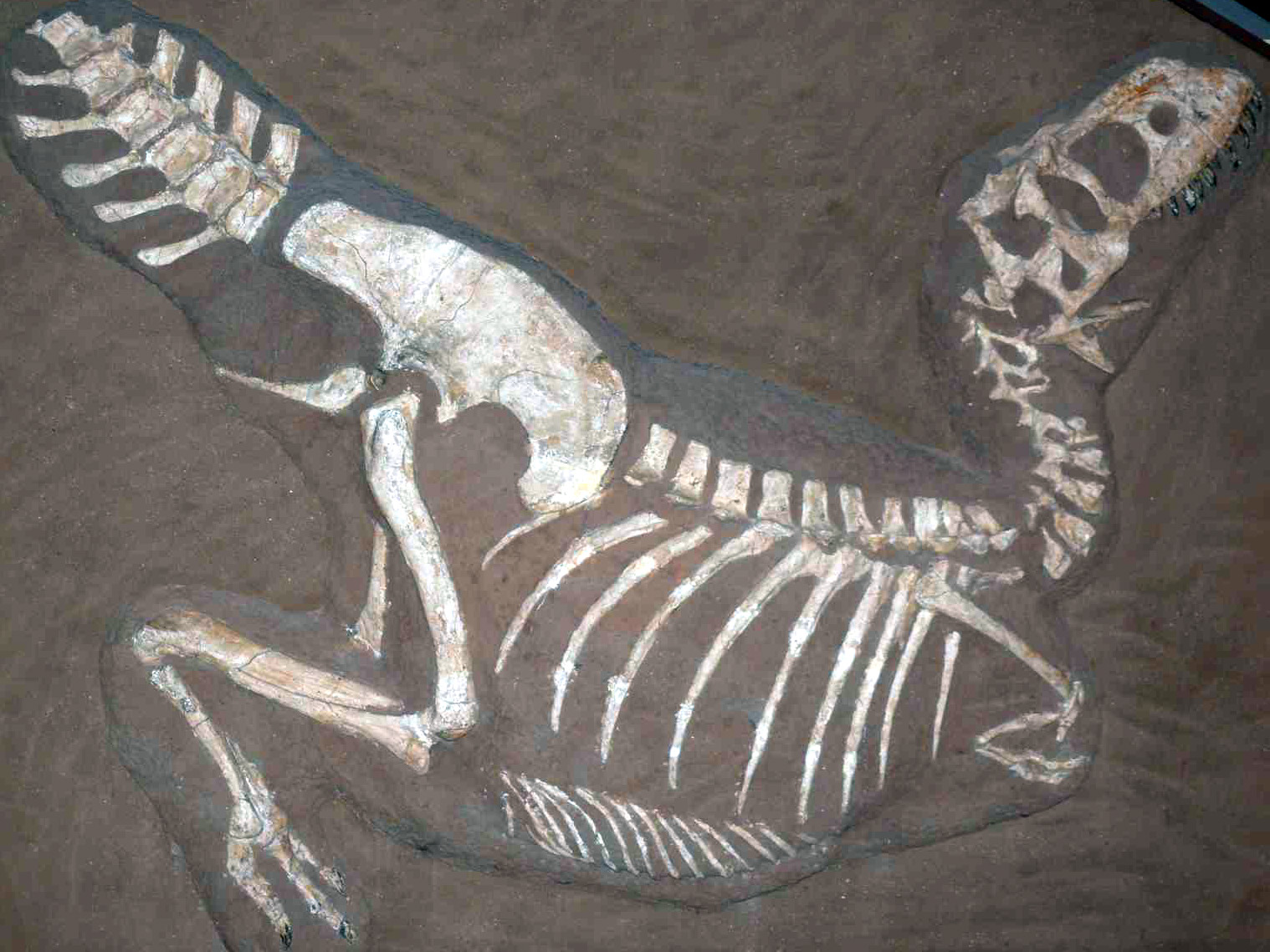
A Tarbosaurus csontváza a németországi Münsterben levő Geológiai-Őslénytani Múzeumban (Geologisch-Paläontologisches Museum)

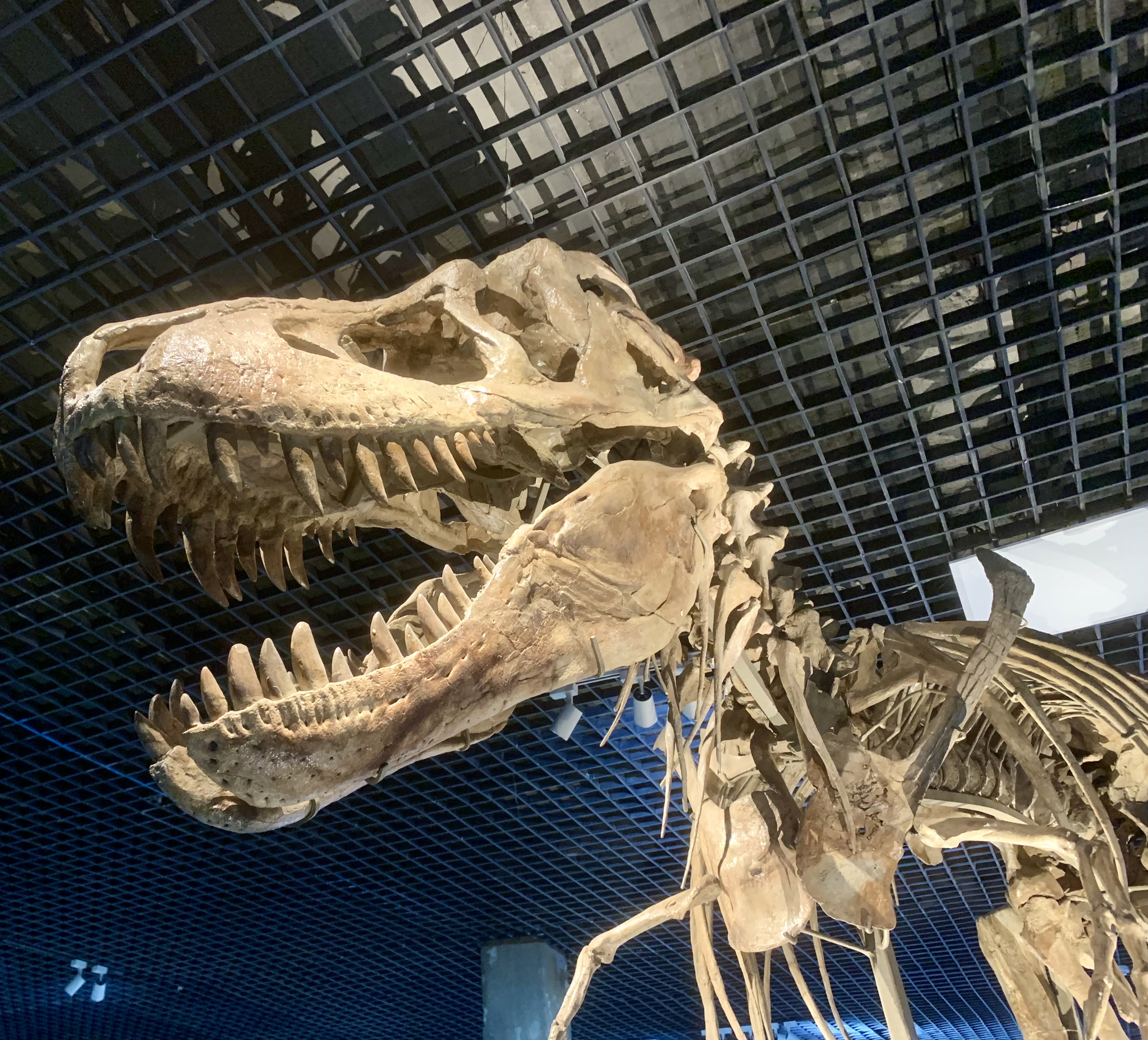
Tarbosaurus bataar csontváza Ulánbátorban

Az ismert Tarbosaurus fosszíliák nagy többsége a dél-mongóliai Nemegt-formációból, a Góbi-sivatagból került elő. Ezen a geológiai formáción sosem végeztek radiometrikus kormeghatározást, de a fosszilis rekordban levő fauna alapján feltehetően a kréta időszak végén, a maastrichti korszakban keletkezett, 70–65,5 millió évvel ezelőtt. A Subashi-formáció, melyben a Shanshanosaurus maradványait felfedezték, szintén a maastrichti korszakban jött létre.
A Nemegt üledékei nagy folyócsatornákat és iszaplerakódásokat őriztek meg, ami arra utal, hogy az éghajlat jóval nedvesebb volt, mint az a lejjebb elhelyezkedő Barun Goyot- és Djadochta-formációk alapján feltételezhető. A mészkéreg lerakódások legalábbis időszakosan ismétlődő áradásokat jeleznek. Az üledék a nagy folyók csatornáiban és árterein rakódott le. Alkalmanként puhatestűeket és más víziállatokat, például halakat és teknősöket is találtak. Az itt élő krokodilok közé a héjak feltöréséhez alkalmazkodott fogazatú Shamosuchus különböző fajai tartoztak. Az emlősök fosszíliái rendkívül ritkák a Nemegt-formációban, de számos madarat találtak, köztük az enantiornithina Gurilyniát, a hesperornithiformesek közé tartozó Judinornist és a Teviornist, amely a még ma is létező Anseriformes (víziszárnyas) rend tagja volt. A tudósok sok Nemegtből származó dinoszauruszról készítettek leírást, például az ankylosauridák közé tartozó Tarchiáról, a pachycephalosaurusok közé tartozó Homalocephaléről és Prenocephaléról. Ebben az időben a formációból ismert messze legnagyobb ragadozó, a felnőtt Tarbosaurus feltehetően a Saurolophushoz és a Barsboldiához hasonló nagy hadrosauridákra vagy a Nemegtosaurushoz és az Opisthocoelicaudiához hasonló sauropodákra vadászott. A felnőtteknek valószínűleg alig kellett versengenie az olyan kis theropodákkal, mint a troodontidák (például a Borogovia, a Tochisaurus és a Saurornithoides), az oviraptorosaurusok (például az Elmisaurus, a Nemegtomaia és a Rinchenia) vagy a Bagaraatan, amit néha bazális tyrannosauroideának vélnek. Az egyéb theropodák, mint az óriás Therizinosaurus, amely növényevő lehetett, valamint az Anserimimushoz, a Gallimimushoz és a Deinocheirushoz hasonló ornithomimosaurusok, melyek talán mindenevők voltak, csak kis állatokat ejtettek el, így nem voltak a Tarbosaurus vetélytársai. Mindemellett a Tarbosaurus fiatal és még nem kifejlett felnőtt példányai a további nagyméretű tyrannosauridákhoz, vagy épp a mai komodói sárkányhoz hasonlóan azokat az ökológiai fülkéket tölthették be, amik a hatalmas felnőttek és e kis theropodák között helyezkedtek el.
1995-ben, a Nemegt-formációban, egy kitűnő állapotban megőrződött Saurolophus példányt fedeztek fel, amely valószínűleg egy áradás során pusztult el és temetődött el. A lelet viszonylagos épsége és a bal mellső lábán található, harapás okozta sérülések arra utalnak, hogy a jobb oldalán heverő tetemből, annak eltemetődése után egy nagyméretű húsevő táplálkozott. Mivel a sérülések alakja, mintázata, mélysége és egymástól való távolsága emlékeztet azokra a fognyomokra, amelyek egy Triceratops csípőjén találhatók, és amelyeket egy Tyrannosaurusénak tulajdonítanak, a kutatók arra a következtetésre jutottak, hogy a Saurolophus lábán levő sérülések egy Tarbosaurustól származnak. Erre utal az a Tarbosaurus fosszília is, amely a példány közelében, ugyanabból a rétegből került elő.

## Fordítás
- Ez a szócikk részben vagy egészben  a   Tarbosaurus című angol Wikipédia-szócikk ezen változatának fordításán alapul.  Az eredeti cikk szerkesztőit annak laptörténete sorolja fel. Ez a jelzés csupán a megfogalmazás eredetét és a szerzői jogokat jelzi, nem szolgál a cikkben szereplő információk forrásmegjelöléseként.

### Magyar nyelven
- „Egy komplett fiatal dinóra bukkantak”, stop.hu, 2008. július 24. (Hozzáférés: 2010. július 5.)

### Angol nyelven
- Skeletal image. (Hozzáférés: 2010. június 28.)
- A Tarbosaurus különböző korú és méretű egyedekhez tartozó koponyáinak összehasonlítása. [2013. január 12-i dátummal az eredetiből archiválva]. (Hozzáférés: 2010. június 28.)
- Discussion and specimen list. [2012. december 27-i dátummal az eredetiből archiválva]. (Hozzáférés: 2010. június 28.)
- Olshevsky, George: Review of the Tyrannosauridae, 1995. [2006. június 13-i dátummal az eredetiből archiválva]. (Hozzáférés: 2010. június 28.)
- Juvenile, 5 years old Tarbosaurus specimen found in Mongolia 2006. Laelaps. [2009. október 3-i dátummal az eredetiből archiválva]. (Hozzáférés: 2010. június 28.)